# Holonym
En holonym är en semantisk relation som anger helheten av ett annat ord. Dess antonym är meronym.
Exempel:
- Cykel är en holonym till cykelhjul, eftersom cykelhjulet är en del av cykeln.
- Hand är en holonym till finger, eftersom fingret är en del av handen.